# Ерих Кох
Ерих Кох (на немски: Erich Koch) е гаулайтер на Нацистката партия в Източна Прусия от 1928 до 1945 г. Между 1941 и 1945 г. е глава на цивилната администрация (Chef der Zivilverwaltung) на окръг Бялисток. През този период е също и райхскомисар в Райхскомисариат Украйна. След Втората световна война, срещу Кох започва съдебен процес в Полша и е осъден на смърт през 1959 г. за военни престъпления. На следващата година присъдата му е заменена с доживотен затвор.

## Ранен живот и Първа световна война
Кох е роден в Елберфелд, който днес е част от Вупертал. Син е на бригадира Густав Адолф Кох (1862 – 1932) и жена му Хенриете (1863 – 1939). През Първата световна война той служи като войник от 1915 г. до края на войната през 1918 г. След това се сражава като член на Фрайкорпс Росбах в Горна Силезия. В качеството си на добър търговец, Кох се присъединява към железопътните служби като кандидат за средно ниво на граждански услуги. Освободен е от тази позиция през 1926 г., поради анти-републиканска дейност.

## Издигане в Нацистката партия
Кох се присъединява към Нацистката партия през 1922 г. с партиен номер 90. От 1922 г. работи на различни длъжности в Рурския клон на партията. По време на Рурския конфликт, той членува в групата на Алберт Лео Шлагетер и бива арестуван няколко пъти от френската власт. През 1927 г. става окръжен ръководител на партията в Есен, а по-късно заместник-гаулайтер за Рур. Кох принадлежи на лявото крило на партията и е поддръжник на фракцията, водена от Грегор Щрасер.
През 1928 г. Кох става гаулайтер на Източна Прусия и водач на нацистката фракция в провинцията. От септември 1930 г. той е член на Райхстага за Източна Прусия. След идването на власт на Хитлер, Кох е назначен в Държавния съвет на Прусия през юли 1933 г. Става оберпрезидент на Източна Прусия през септември 1933 г., замествайки Вилхелм Кутшер. През 1938 г. е назначен за обергрупенфюрер в СА.

### Гаулайтер на Източна Прусия
Управлението на Кох в Източна Прусия преди войната е маркирано от усилия за колективизация на местното селско стопанство и безмилостна разправа с критиците в и извън партията. Има дългосрочни планове за едромащабна индустриализация на преобладаващо селскостопанската провинция. Тези негови действия му донасят лоша слава сред местното селячество. Чрез публично финансирани спешни облекчителни програми, фокусирани върху селскостопански проекти и строеж на пътища, планът на Ерих Кох за Източна Прусия кара безработицата в провинцията да изчезне. На 16 август 1933 г. Кох докладва на Хитлер, че безработицата е изчезнала от Източна Прусия, подвиг, който печели адмирации в Райха.
Плановете на Кох за индустриализация го въвличат в конфликт с Рихард Даре, който държи поста на Държавен водач на селяните и Министър на селското стопанство. Даре, неопагански селски романтик, иска да прокара виждането си за селскостопанска Източна Прусия. Когато неговите представители се противопоставят на плана му, Кох нарежда да бъдат арестувани.

## Втора световна война
В началото на войната Кох е назначен за Комисар по отбраната на Райха (Reichsverteidigungskommissar) за Източна Прусия. На 26 октомври 1939 г., след края на Полската кампания, той е прехвърлен от Източна Прусия в новообразуваната Данциг-Западна Прусия.
През март 1940 г. Теодор Шидер, който е директор на регионалния офис за следвоенна история, представя на гаулайтер Ерих Кох подробен план за изследванията на териториите, анексирани към Източна Прусия. Кох иска да узнае за политическите, социалните и етнически условия в тези райони. Шидер му изпраща два доклада, включващи опис на населението към края на 19 век във въпросните райони, които са съвсем уместни за нацистките политики за избиване и заселване и предоставят основа за сегрегация на еврейските и славянските съпрузи от етническите германци. През 1942 г. Ерих Кох изразява благодарността си към Теодор Шидер за помощта му за нацистките действия в анексирана Полша.
Скоро след нахлуването в Съветския съюз, Кох е назначен за цивилен комисар на 1 август 1941 г., а по-късно за глава на цивилната администрация в окръг Бялисток. На 1 септември същата година става райхскомисар на Райхскомисариат Украйна с контрол над Гестапо и униформената полиция. Тогава властта му се разпростира от Балтийско море до Черно море, включвайки райони с етнически германци, поляци, беларуси и украинци. Като райхскомисар, той има пълна власт в областта си, което го въвлича в конфликти с други елементи на нацистката бюрокрация. Алфред Розенберг, Министър на окупираните източни територии, изразява неодобрението си с автономните действия на Кох спрямо Хитлер през декември 1941 г.
Първият закон на Кох като райхскомисар е да се затворят местните училища, обявявайки, че „украинските деца нямат нужда от училища. Това, което трябва да е научат, ще им бъде преподадено от германските господари.“. Неговата бруталност е най-добре онагледена чрез забележката му: „Ако срещна украинец, достоен да седне на моята маса, трябва да го застрелям.“. Кох работи с Фриц Заукел, комисар за работната сила, за предоставянето на насилствен труд на Райха. Замесен е в гоненията срещу полските и украинските евреи. Поради бруталните му действия, нацистката власт в Украйна е обезпокоявана от нарастващ брой партизански въстания. Според Кох, германската раса е господарска раса и най-низкопоставеният германски работник е расово и биологично хиляда пъти по-ценен от населението в Украйна.
Кох е назначен за глава на Фолксщурм в Източна Прусия на 25 ноември 1944 г. Докато Червената армия напредва към линиите му през 1945 г., Кох първоначално се оттегля от Кьонигсберг към Берлин към края на януари, след като осъжда Вермахта, че опитва подобно отстъпление от Източна Прусия. След това се връща до безопасния град Пилау, където организира морската евакуация, използвайки радио комуникациите на Кригсмарине, преди да се оттегли отново по вода на 23 април 1945 г. на борда на ледоразбивача Остпройсен. От Пилау през полуостров Хел, Рюген и Копенхаген той пристига във Фленсбург, където се укрива, след като неуспешно иска подводница да го откара в Южна Америка. Заловен е от британски сили в Хамбург през май 1949 г.

## Процес и затвор
Съветския съюз изисква екстрадицията на Кох, но правителството на Великобритания решава да го предаде на Полша. На 14 януари 1950 г. той е предаден от британците на затвор във Варшава, където той остава затворен през следващите осем години, преди процесът срещу него да започне на 19 октомври 1958 г. Обвинен е във военни престъпления, поради избиването на 400 000 поляци, но никога не е обвинен за престъпленията си в Украйна.
След като е признат за виновен по обвиненията, той е осъден на смърт на 9 март 1959 г. от окръжния съд във Варшава за това, че е планирал, подготвил и организирал масовото убийство на цивилни.
Присъдата му е заменена с доживотен затвор, поради проблеми със здравето, макар много да вярват, че е пощаден, тъй като СССР вярва, че той има информация за произведения на изкуството, обрани от нацистите по време на войната, и по-специално информация за местоположението на Кехлибарената стая, която е разглобена по пряко нареждане на Кох. Съветите вярват, че той е наредил части от известната стая да бъдат скрити на борда на лайнера Вилхелм Густлоф, който е торпедиран и потопен в Балтийско море, докато евакуира бежанци от Източна Прусия в началото на 1945 г. Опитите за спасяването на остатъците му от съветски и полски екипи през 1950-те години не показват доказателства за тази теория.
Кох се появява в телевизионен доклад относно историята на Кьонигсберг през 1986 г., интервюиран от журналисти от Западна Германия в полската му килия. Той не показва разкаяние до края, спорейки, че никога не би се предал, тъй като това е въпрос на чест. Малко след това той почива в затвора си в Барчево, Полша, на 90-годишна възраст, бидейки последният военен престъпник, излежавал присъдата си в Полша.

## Кох и християнството
Кох е един от малкото открито християнски нацистки партийни членове. Освен политическата си кариера, Кох е избран за глава на синода на Пруската уния. Официално се отказва от църковното си членство през 1943 г., но в следвоенните си показания заявява, че вярва, че нацистката идея трябва да се развие от основно пруско-протестантско отношение и от незавършената Реформация на Мартин Лутер.
Спекулира се, че конфликтите на Кох с Розенберг и Даре имат религиозен елемент, тъй като както Розенберг, така и Даре са анти-християни, които не вярват, че нацисткият мироглед е съвместим с християнството.